# Cuenta cuentos
Cuenta cuentos fue una colección de fascículos y casetes con cuentos, leyendas y canciones lanzada en España y Sudamérica en los años 80 por la editorial Salvat.

## Colección
| Fascículo | Cuento                                     | Autor                      | Ilustrador            | Narrador                                   | Narrador         |
| 1         | Gobolino, el gato embrujado                | Úrsula Moray Williams      | Francis Phillipps     | Marta Martorell                            | Elisa Barbieri   |
|           | La liebre y la tortuga                     | Esopo                      | Malcolm Livingstone   | José María Angelat                         | Carlos Lamas     |
|           | El árbol de los zapatos                    | Penny Ayers                | Kevin Maddison        | María Luisa Solá                           | Amparo López     |
|           | El traje nuevo del emperador               | Hans Christian Andersen    | Anna Dzierzek         | Rafael Turia                               | Enrique Dausá    |
|           | Los gorros colorados                       | -                          | Gilian Chapman        | Marta Martorell                            | Héctor Bufa      |
|           | Pipo en Arcadia (I)                        | John Sheridan              | Malcolm Livingstone   | María Luisa Solá, Rafael Turia y José Gaya | Amparo López     |
|           | El ogro del bosque                         | Cuento popular escandinavo | Petar Richardson      | José María Angelat                         | Carlos Lamas     |
| 2         | Los duendes y el zapatero                  |                            | Richard Hook          | Rafael Turia                               | Héctor Bufa      |
|           | El señor tigre                             |                            | Gillian Chapman       | Josep M. Angelat                           | Enrique Dausá    |
|           | Gobolino el gato aventurero                |                            | Francis Phillipps     | Martha Martorell                           | Elisa Barbieri   |
|           | Pipo en Arcadia II                         |                            | Malcolm Livingstone   | Rafael Turia                               | Amparo López     |
|           | El niño que quería un arcoíris             | -                          | Víctor Ambrus         | María Luisa Solá                           | Elisa Barbieri   |
|           | El zorro glotón                            |                            | Malcolm Livingstone   | Rafael Turia                               | Enrique Dausá    |
|           | Simbad y el valle de los diamantes         |                            | Mark Copeland         | Carlos Lamas                               | José Goya        |
| 3         | El espantajo peludo                        |                            | Ken Stott             | José María Angelat                         | Enrique Dausá    |
|           | Gobolino el gato del caballero             |                            | Francis Phillipps     | Martha Martorell                           | Elisa Barbieri   |
|           | El león y el ratón                         |                            | Malcolm Livingstone   | Rafael Turia                               | Carlos Lamas     |
|           | El canal de Simón                          |                            | Nick Ward             | María Luisa Solá                           | Amparo López     |
|           | Hansel y Gretel                            |                            | Richard Hook          | Marta Martorell                            | Elisa Barbieri   |
|           | Pipo En Arcadia III                        |                            | Malcolm Liningstone   | María Luisa Solá, Rafael Turia y José Gaya | Amparo López     |
|           | Hijo del Sol                               |                            | Eric Kincaid          | María Luisa Solá                           | Héctor Bufa      |
| 4         | El extraño viaje de Narana                 |                            | Rod Sutterby          | José Gaya, María Luisa Solá y Rafael Turia | Héctor Bufa      |
|           | Gobolino el gato faldero                   |                            | Francis Phillips      | Marta Martorell                            | Elisa Barbieri   |
|           | La cigarra y la hormiga                    |                            | Malcolm Livingstone   | Rafael Turia                               | Amparo López     |
|           | La princesa y el chícharo                  |                            | Kevin Maddison        | María Luisa Solá                           | Elisa Barbieri   |
|           | Vecinos ruidosos                           |                            | Kim Whybrow           | José María Angelat                         | Héctor Bufa      |
|           | La Navidad de Papá Noel                    |                            | Tony Ross             | Rafael Turia                               | Carlos Lamas     |
| 5         | Palitroque                                 |                            | Peet Ellison          | Rafael Turia                               | Carlos Meneghini |
|           | La zorra y el cuervo                       |                            | Malcolm Livingstone   | Marta Martorell                            | Héctor Bufa      |
|           | Tamboril y el gitano                       |                            | Lesley Mackenzie      | José María Angelat                         | Carlos Lamas     |
|           | Melisa (Rapunzel)                          |                            | Francis Phillips      | Marta Martorell                            | Elisa Barbieri   |
|           | El gran error de Amadeo                    |                            | Ken Stott             | José María Angelat                         | Enrique Dausá    |
|           | Minuto el bufón                            |                            | Peter Wingham         | Rafael Turia                               | Amparo López     |
| 6         | Bella y la Bestia                          |                            | Alan Baker            | Marta Martorell                            | Elisa Barbieri   |
|           | Dodo y la olla de oro                      |                            | Malcolm Carrick       | José María Angelat                         | Héctor Bufa      |
|           | Palitroque y la caravana de las sorpresas  |                            | Peet Ellison          | Rafael Turia                               | Carlos Meneghini |
|           | La hucha voladora                          |                            | Susan Moxley          | Marta Angelat                              | Amparo López     |
|           | La luna y el lago                          |                            | Terry Riley           | José María Angelat                         | Carlos Lamas     |
|           | El oso manso                               |                            | Andrzej Krauze        | Rafael Turia                               | Raúl Pazos       |
| 7         | Los tres cabritos Billy                    |                            | Malcolm Livingstone   | José María Angelat                         | Raúl Pazos       |
|           | La Reina de las Nieves                     |                            | Richard Hook          | Marta Martorell                            | Elisa Barbieri   |
|           | El imán acusador                           |                            | Kim Whybrow           | Rafael Turia                               | Héctor Bufa      |
|           | Los cocos de Casa Coco                     |                            | Francis Phillips      | Marta Angelat                              | Amparo López     |
|           | La tortuga necia                           |                            | Sue Porter            | José María Angelat                         | Raúl Pazos       |
|           | El sombrero nuevo de Palitroque            |                            | Peet Ellison          | Rafael Turia                               | Carlos Meneghini |
| 8         | Lily y el canguro (Lily se pierde)         |                            | Richard Hook          | María Luisa Solá                           | Amparo López     |
|           | La gallina de los huevos de oro            |                            | Malcolm Livingstone   | Marta Angelat                              | Carlos Meneghini |
|           | El gigante egoísta                         |                            | Annabel Sepnceley     | Rafael Turia                               | Raúl Pazos       |
|           | Minuto el bufón y el castillo desaparecido |                            | Peter Wingham         | Rafael Turia                               | Amparo López     |
|           | La creación del hombre                     |                            | Rod Sutterby          | José Gaya y José María Angelat             | Enrique Dausá    |
|           | Toni y el tragamaestros                    |                            | Tony Ross             | Constantino Romero                         | Carlos Meneghini |
| 9         | Serafín Migadepán                          |                            | Richard Hook          | Marta Angelat                              | Carlos Meneghini |
|           | Lily y el canguro (Lily y los cazadores)   |                            | Richard Hook          | María Luisa Solá                           | Amparo López     |
|           | Minuto el bufón y el castillo desaparecido |                            | Peter Wingham         | Rafael Turia                               | Amparo López     |
|           | Abdula y el genio                          |                            | Peter Stevenson       | Rafael Turia                               | Raúl Pazos       |
|           | ¡Que viene el lobo!                        |                            | Malcolm Livingstone   | José María Angelat                         | Carlos Meneghini |
|           | El flautista de Hamelin                    |                            | Roger Langton         | Constantino Romero                         | Héctor Bufa      |
| 10        | Los viajes de Gulliver                     |                            | Malcolm Carrick       | Marta Martorell                            | Raúl Pazos       |
|           | Lily y el canguro (Lily vuelve a casa)     |                            | Richard Hook          | María Luisa Solá                           | Amparo López     |
|           | La bici de Miguel                          |                            | Cris Welch            | Rafael Turia                               | Héctor Bufa      |
|           | Los tres deseos                            |                            | Kim Whybrow           | Marta Martorell                            | Marta Martorell  |
|           | David y Goliat                             |                            | Rex Archer            | Constantino Romero                         | Raúl Pazos       |
|           | El caballo encantado                       |                            | Mark Copeland         | María Luisa Solá                           | Héctor Bufa      |
| 11        | Los viajes de Gulliver                     |                            | Malcolm Carrick       | Marta Martorell                            | Raúl Pazos       |
|           | Pinocho                                    | Carlo Collodi              | Francis Phillips      | Rafael Turia                               | Carlos Lamas     |
|           | El perro y el hueso                        |                            | Malcolm Livingstone   | Rafael Turia                               | Rafael Turia     |
|           | La bella durmiente                         |                            | Sarah Silcock         | Marta Angelat                              | Marta Martorell  |
|           | Sudi y el tigre                            |                            | Francis Phillips      | José María Angelat                         | Enrique Dausá    |
|           | La bici de Miguel                          |                            | Cris Welch            | Rafael Turia                               | Héctor Bufa      |
| 12        | El Cóndor de Fuego                         |                            | María Rius            | María Luisa Solá                           | Eliana Vidal     |
|           | Los coches de Fiori                        |                            | Malcolm Livingstone   | Marta Angelat                              | Rafael Turia     |
|           | Pinocho y el Teatro de Títeres             | Carlo Collodi              | Francis Phillips      | Rafael Turia                               | Carlos Lamas     |
|           | Tamboril y el gitano                       |                            | Lesley Mackenzie      | José María Angelat                         | Carlos Lamas     |
|           | El primer vuelo                            |                            | Dennis Ovenden        | Marta Martorell                            | Marta Martorell  |
|           | Ratón de campo y ratón de ciudad           |                            | Malcolm Livingstone   | María Luisa Solá                           | Rafael Turia     |
|           | El hombrecillo de bizcocho                 |                            | Ken Stott             | José María Angelat                         | Enrique Dausá    |
| 13        | La cajita de yesca                         |                            | Adam Sands            | Marta Martorell                            | Marta Martorell  |
|           | Las tres calvas                            |                            | Joan Beales           | José María Angelat                         | Héctor Bufa      |
|           | El patito feo                              | Hans Christian Andersen    | Francis Phillips      | José Gaya                                  | Eliana vidal     |
|           | Los coches de Fiori                        |                            | Malcolm Livingstone   | Marta Angelat                              | Rafael Turia     |
|           | La muchacha guerrera                       |                            | Tessa Paul            | Marpia Luisa Solá                          | Eliana Vidal     |
|           | Pinocho y el campo de los milagros         | Carlo Collodi              | Francis Phillips      | Rafael Turia                               | Carlos Lamas     |
| 14        | El monstruo del laberinto                  |                            | Oliver Frey           | Marta Angelat                              | Héctor Bufa      |
|           | ¿Quién es el más fuerte?                   |                            | Susan Moxley          | José María Angelat                         | Rafael Turia     |
|           | Pinocho (La gran búsqueda)                 | Carlo Collodi              | Francis Phillips      | Rafael Turia                               | Carlos Lamas     |
|           | Los tirantes escarlata                     |                            | Lynn Duncombe         | María Luisa Solá                           | Eliana Vidal     |
|           | El ogro Grogro                             |                            | Peter Dennis          | José Gaya                                  | Héctor Bufa      |
|           | Cenicienta                                 |                            | Lynne Willey          | Marta Martorell                            | Marta Martorell  |
| 15        | La caja de Pandora                         |                            | Graham Palfrey-Rogers | Marta Martorell                            | Marta Martorell  |
|           | Pinocho (La promesa del hada)              | Carlo Collodi              | Francis Phillips      | Rafael Turia                               | Carlos Lamas     |
|           | El ogro Grogro                             |                            | Peter Dennis          | José Gaya                                  | Héctor Bufa      |
|           | El parasol                                 |                            | Mary Van Riemsdyke    | Marta Angelat                              | Eliana Vidal     |
|           | La chaqueta voladora                       |                            | Tony Ross             | José Gaya                                  | Rafael Turia     |
|           | Los tres cerditos                          |                            | Douglas Hall          | Marta Angelat                              | Eliana Vidal     |